# João de Sousa e Ataíde, 1.º conde de Alva
João de Sousa e Ataíde (ou João Diogo de Ataíde, nome que figura na mercê do título), 1.º conde de Alva (Lisboa, Mártires, 31 de outubro de 1663 — 11 de abril de 1740) foi um nobre português dos séculos XVII e XVIII, que exerceu o cargo de general da armada real.
Era filho de D. Jerónimo de Ataíde, 6.º Conde de Atouguia com D. Leonor de Meneses, descendente dos Condes de Vila Real.  
Casou em Lisboa, na freguesia do Sacramento, em 28 de janeiro de 1703, com Constança Luisa Monteiro Paim (Lisboa, São Vicente de Fora, baptizada em 30.05.1687 - Porto, Cedofeita, 15.07.1757), 5.ª senhora do  morgado de Alva e filha herdeira do secretário de Estado Roque Monteiro Paim, sem deixar descendentes. 
Foi feito Conde de Alva por decreto de 29 de abril de 1729, por Dom João V de Portugal; suceder-lhe-ia no título o seu sobrinho, D. Luís Mascarenhas.

Décadas mais tarde, em 1797, ao renovar o título de conde de Alva na pessoa de D. Luís Roque de Sousa Coutinho Monteiro Paim (que era sobrinho-neto de Constança Luísa, a acima referida 1.ª condessa de Alva), a rainha D. Maria I refere D. João Diogo de Ataíde em termos muito elogiosos, escrevendo ter ele obtido o título "pelo valor e distinção com que havia servido na guerra da tríplice aliança, nos postos de general de cavalaria da província da Beira, mestre de campo general e governador das armas das províncias do Minho e Alentejo e, ultimamente, em capitão-general da armada real".